# إمارة روس الكبرى (1658)

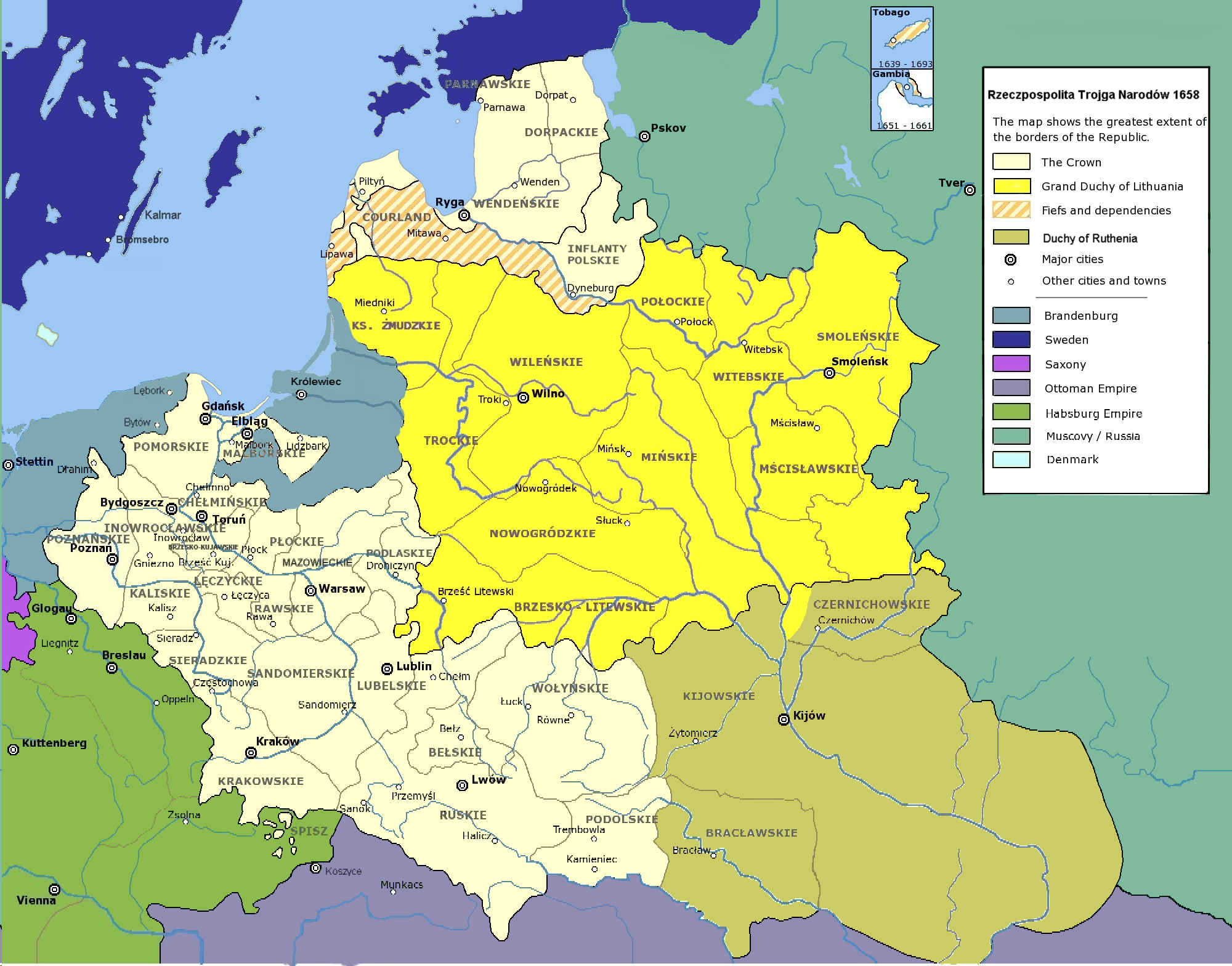
اقتراح إنشاء الكومنولث البولندي - اللتواني - الروثيني الثلاثي في عام 1658

إمارة روس الكبرى (الأوكرانية البولندية اللتوانية )، والمعروفة أيضًا في التأريخ باسم الإمارة الكبرى لروثينيا، كان مشروع لضم تلك المقاطعات في الكومنولث البولندي الليتواني وفي إقليم كييف. تم اقتراح إنشائها من قبل هيتمان إيفان فيهوفسكي مع يوري نيميريش وبافلو تيتيريا في سبتمبر 1658 خلال المفاوضات بين القوزاق واللتوانييون.
الكومنولث. تمت الموافقة عليه كمشروع لدوقية في النسخة الأولى من معاهدة هادياخ، ولكن في وقت لاحق، بسبب المقاومة القوية للمجتمع البولندي، تم التخلي تمامًا عن فكرة إمارة روس الكبرى.
أصيب القوزاق(مجموعة عرقية تسكن أوكرانيا حاليا وتحديدا في شبة جزيرة القرم ) بخيبة أمل كبيرة من النسخة النهائية للمعاهدة وبدأت الرين الأوكرانبة (مسطلح أوكراني لثورة القوزاق الأوكرانية). قُتل يوري نميريتش، المؤلف المزعوم لمشروع إمارة روس الكبرى، في معركة محلية في أغسطس 1659 وفقد فيهوفسكي سلطته في أكتوبر 1659 ، وبالتالي لم يصبح للمشروع حقيقة واقعة.

## روابط خارجية
- Janusz Tazbir ، Jak Polska Ukrainę straciła w Polityka 4 listopada 2009؛
- HADZIACZ
- هيربي زيمسكي رزيكزيبوسبوليتي
- Stosunki polsko-rosyjskie w XVI i XVII wieku
- cyclop.com.ua ВЕЛИКЕ КНЯЗІВСТВО РУСЬКЕ
- gazeta.ua Великим нязівством Руським Україна побула півроку